# GP van Zweden MX3 2006
De Grote Prijs van Zweden 2006 in de MX3-klasse motorcross werd gehouden op 4 juni 2006 op het circuit van Tomelilla. Het was de zevende Grote Prijs van het wereldkampioenschap MX3 2006. De Franse rijder Yves Demaria won beide reeksen en kon zo weer wat uitlopen op zijn naaste achtervolger, tevens ploegmaat, Sven Breugelmans die met een tweede en een derde plaats genoegen moest nemen.

## Uitslag eerste reeks
| plaats | naam               | land |
| ------ | ------------------ | ---- |
| 1      | Yves Demaria       | FRA  |
| 2      | Sven Breugelmans   | BEL  |
| 3      | Enrico Oddenino    | ITA  |
| 4      | Cristian Beggi     | ITA  |
| 5      | Marc Ristori       | SUI  |
| 6      | Frederik Petterson | SWE  |
| 7      | Martin Zerava      | CZE  |
| 8      | Jussi Nikkila      | FIN  |
| 9      | Mats Nilsson       | SWE  |
| 10     | Vincent Collet     | BEL  |

## Uitslag tweede reeks
| plaats | naam               | land |
| ------ | ------------------ | ---- |
| 1      | Yves Demaria       | FRA  |
| 2      | Cristian Beggi     | ITA  |
| 3      | Sven Breugelmans   | BEL  |
| 4      | Jan Zaremba        | CZE  |
| 5      | Mats Nilsson       | SWE  |
| 6      | Frederik Petterson | SWE  |
| 7      | Joakim Eliasson    | SWE  |
| 8      | Martin Zerava      | CZE  |
| 9      | Marc Ristori       | SUI  |
| 10     | Vincent Collet     | BEL  |

## Eindstand Grote Prijs
| plaats | naam               | land | punten |
| ------ | ------------------ | ---- | ------ |
| 1      | Yves Demaria       | FRA  | 50     |
| 2      | Sven Breugelmans   | BEL  | 42     |
| 3      | Cristian Beggi     | ITA  | 40     |
| 4      | Frederik Petterson | SWE  | 30     |
| 5      | Mats Nilsson       | SWE  | 28     |
| 6      | Marc Ristori       | SUI  | 28     |
| 7      | Martin Zerava      | CZE  | 27     |
| 8      | Joakim Eliasson    | SWE  | 22     |
| 9      | Vincent Collet     | BEL  | 22     |
| 10     | Enrico Oddenino    | ITA  | 20     |

## Tussenstand wereldkampioenschap
| plaats | naam                | land | Punten |
| ------ | ------------------- | ---- | ------ |
| 1      | Yves Demaria        | FRA  | 305    |
| 2      | Sven Breugelmans    | BEL  | 290    |
| 3      | Marc Ristori        | SUI  | 225    |
| 4      | Cristian Beggi      | ITA  | 222    |
| 5      | Enrico Oddenino     | ITA  | 204    |
| 6      | Jan Zaremba         | CZE  | 139    |
| 7      | Saso Kragelj        | SLO  | 139    |
| 8      | Daniele Bricca      | ITA  | 107    |
| 9      | Nenad Sipek         | CRO  | 102    |
| 10     | Vincent Collet      | BEL  | 100    |
| 11     | Martin Zerava       | CZE  | 97     |
| 12     | David Cadek         | CZE  | 92     |
| 13     | Michal Kadlecek     | CZE  | 81     |
| 14     | Michael Staufer     | AUT  | 68     |
| 15     | Christian Stevanini | ITA  | 61     |
| 16     | Christophe Martin   | FRA  | 56     |
| 17     | Bader Manneh        | ITA  | 53     |
| 18     | Jussi Nikkila       | FIN  | 43     |
| 19     | Jurgen Van Nooten   | BEL  | 39     |
| 20     | Julien Vanni        | FRA  | 35     |